# 广告周刊
《广告周刊》（Adweek）是一本美国广告行业的周刊，于1979年首次出版。《广告周刊》主要涵盖市场营销、创意、客户与代理商关系，以及支持全球营销生态系统的媒体、技术与平台。在此期间，该杂志记录了多次技术变革，包括有线电视的兴起、基于佣金的代理费用模式的转变以及互联网的发展。
作为第二大广告行业出版物 ,《广告周刊》的主要竞争对手是《广告时代》。《广告周刊》还运营着博客，该博客由媒体广场的资产构建而成。
相关出版物包括《品牌周刊》、《广告周刊》的《技术营销》（Technology Marketing，ISSN 1536-2272）以及《营销周刊》（Marketing Week，ISSN 0892-8274）。
2018年，该公司举办了首届《品牌周刊》活动，这是一次前所未有的峰会，于2018年9月23日至25日在加州棕榈泉举行。此后的峰会均在迈阿密举办。《品牌周刊》此前是一本每周出版的美国营销行业刊物，出版时间为1986年至2011年4月。

## 历史
1990年，出版《波士顿环球报》的附属出版公司有限公司同意收购 A/S/M传播有限公司 80%的普通股股份，后者是《广告周刊》的出版公司。该杂志在1990年代趋于稳定。
2008年4月，担任《广告周刊》编辑十年的艾莉森·法希（Alison Fahey）被提拔为出版人兼编辑总监。接替她担任编辑的是迈克·查普曼（Mike Chapman），他曾任职为经济学家情报部门和电子营销师。
2020年6月2日，总部位于洛杉矶的投资公司苜蓿从加拿大私募股权公司贝林杰资本手中收购了《广告周刊》，而贝林杰资本公司曾于2016年7月收购该杂志。 
2023年7月26日，威尔·李（Will Lee）被宣布为《广告周刊》的首席执行官。
2023年11月30日，佐伊·鲁德曼（Zoë Ruderman）被宣布为首席内容官，德鲁·舒特（Drew Schutte）被任命为首席营收官。

## 网络博客
2015年1月15日，在母公司美迪比斯特罗被普罗米修斯环球传媒收购后，《广告周刊》成立了“广告周刊博客网络”——由多个专注于大众媒体行业不同方面的B2B博客组成。其中包括：广告间谍，聚焦广告新闻；电视新闻者，专注有线电视、广播电视及流媒体新闻；电视间谍，关注地方电视新闻；华盛顿新闻鱼缸，聚焦政治与媒体；纽约新闻鱼缸，关注纽约市媒体；书舱猫，专注图书出版；失落的遥控器，关注社交电视；公关新闻者，专注公共关系领域；社交时代，报道社交媒体平台。
其中最知名的博客是：电视新闻者，专注于美国新闻媒体和广播行业。该博客最初由陶森大学学生布莱恩·斯特尔特于2004年1月创立，起初名为有线新闻者。斯特尔特一直维护该博客，直到2007年7月加入《纽约时报》担任媒体记者。 前 MSNBC 制片人克里斯·阿里恩斯（Chris Ariens）于2007年接任编辑一职，目前担任《广告周刊》的高级副总裁兼编辑总监。电视新闻者在广播行业内拥有很高的阅读率。《纽约时报》曾评价该博客“被网络总裁、媒体高管、制作人和宣传人员奉为行业每日快讯的圣经”。当时担任 NBC 晚间新闻主播的布莱恩•威廉姆斯将该博客称为“最接近新闻广播行业圣经的存在”。CNN 的迈尔斯 奥布莱恩表示，该博客“让我感觉自己正置身于一个所有人都了解我行业动态的鸡尾酒会中”。MSNBC 的丹·艾布拉姆斯（Dan Abrams）和 CNN 的杰夫·格林菲尔德（Jeff Greenfield）都称赞该博客善于区分事实与虚构。
广告周刊奖项

## 奖项
每年，《广告周刊》通过颁发多个不同奖项来表彰市场营销和媒体行业的公司和个人，奖项包括《广告周刊50》、品牌天才奖、创意100、年度代理商、年度媒体计划和市场先锋奖。
《广告周刊》媒体全明星自1985年起举行，表彰以下类别的个人：年度执行官、新星和全明星。